# Anachis nigricans
Anachis nigricans es un gastrópodo de la familia Columbellidae. El nombre científico de la especie es el primero válidamente publicado en 1844 por George Brettingham Sowerby I.